# Jan Lepš
Jan Lepš, známý též pod přezdívkou Šuspa (* 23. května 1953 Dvůr Králové) je český biolog a vysokoškolský pedagog. Zabývá se především ekologií rostlin.

## Biografie
Jan Lepš vystudoval obor botanika na Přírodovědecké fakultě Univerzity Karlovy. Diplomovou práci pod vedením Dr. Marcela Rejmánka obhájil roku 1978. Od roku 1983 je zaměstnán v Entomologickém ústavu v Českých Budějovicích.
Od roku 1991 se podílel na budování Biologické fakulty (dnes Přírodovědecké fakulty) Jihočeské univerzity v Č. Budějovicích. Vede kurzy spojené s ekologií rostlin a aplikací statistických metod při vyhodnocení výsledků biologického výzkumu. Roku 1999 získal titul profesor. Od roku 2015 člen Učené společnosti ČR.
Odborně se zabývá zejmána ekologií rostlin, otázkami sukcese, interakce rostlin a herbivorů, druhové diverzity a ekologií rostlin tropického deštného pralesa.
Ve spolupráci s entomologem Vojtěchem Novotným se podílí na výzkumu na stanici na ostrově Papua Nová Guinea, kam také pravidelně jezdívá se studenty PřF JU v rámci kurzu tropické ekologie.
Je hlavním členem akademické hudební skupiny Jihočeské univerzity: Šuspova kakofonického souboru (ŠUKAS), a studenty a kolegy po něm byla spontánně pojmenována drobná vodní plocha „Šuspák“ nacházející se v Branišovském lese, nedaleko Přírodovědecké fakulty.

### Ocenění
- 2024 – Čestná oborová medaile Gregora Johanna Mendela za zásluhy v biologických vědách[3]

## Dílo
Publikoval jak řadu vědeckých článků v mezinárodních impaktovaných časopisech, tak i populárně naučné články např. v přírodovědném časopise Vesmír.

### Knižní vydání
- Nam Cat Tien, Czechoslovak Vietnamese expedition, November 1989 (výzkumná zpráva, autoři K. Spitzer, J. Lepš, M. Zacharda; České Budějovice, Entomologický ústav, 1991)
- Biostatistika (České Budějovice, Jihočeská univerzita, Biologická fakulta, 1996 a 2016)
- Multivariate analysis of ecological data using CANOCO (autoři Jan Lepš & Petr Šmilauer; Cambridge, New York, Cambridge University Press, 2003 a 2014)